# Spino degli Iblei
Lo spino degli Iblei è un antico cane da pastore da guardia siciliano, tipico dell'area pedemontana dei monti Iblei. La razza è stata riconosciuta dall'Ente nazionale della cinofilia italiana (ENCI) il 19.11.2015 come razza ammessa al RSR (Registro Supplementare Riconosciuti) con il numero di razza 906; ratificando lo standard redatto dall'esperto/giudice Gianni Vullo per conto del Club del pastore siciliano che è l'unica associazione cinofila riconosciuta dall'ENCI per la tutela della razza in Italia.

## Storia

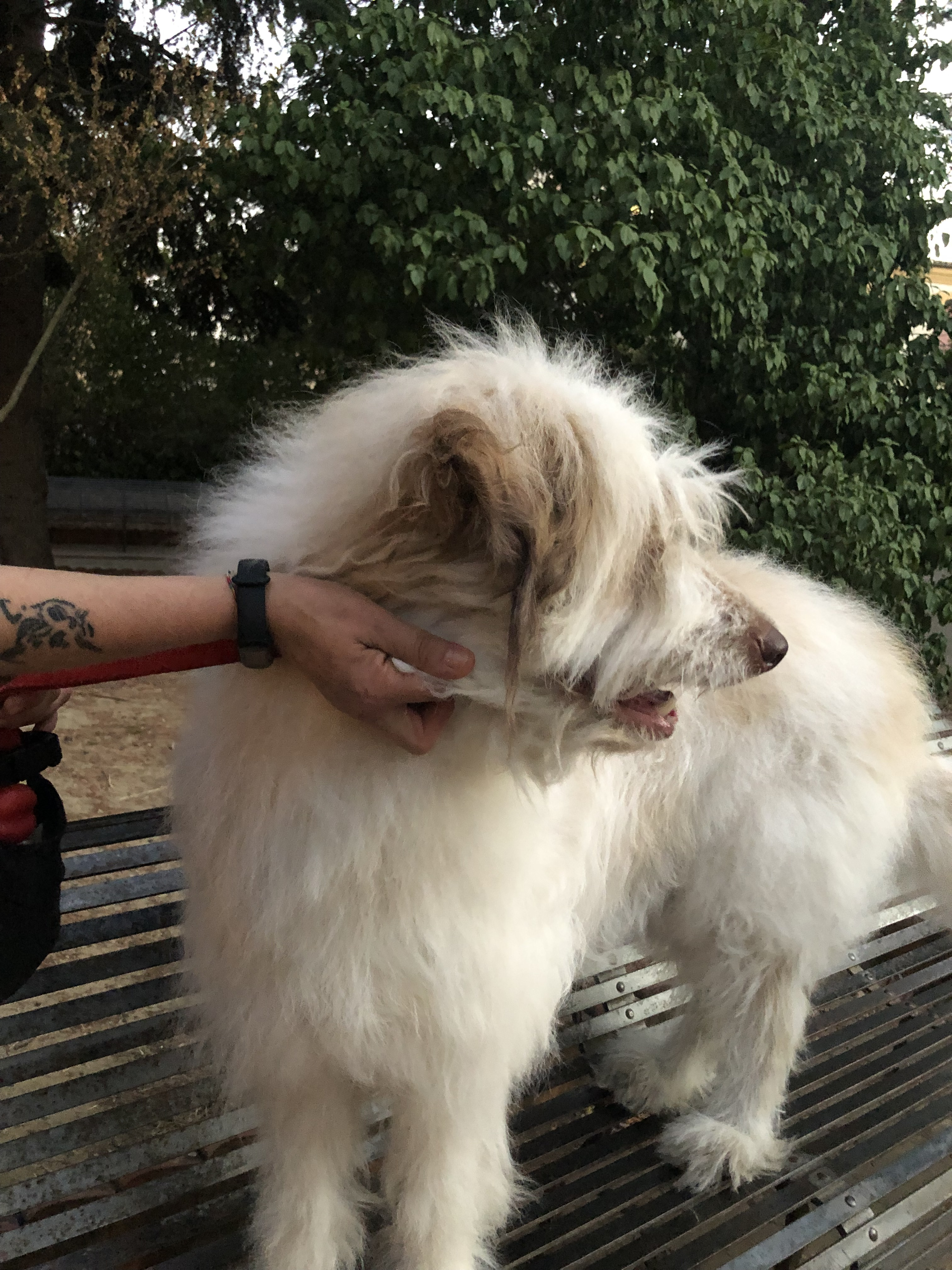
Spino degli Iblei di profilo

Lo spino degli Iblei è un cane difensore di greggi nato nella Sicilia sud-orientale, prevalentemente nella provincia di Ragusa. Le sue origini sono molto antiche: del 1884 è un olio su tela di Pasquale Libertini Gravina intitolato "In Sicilia" dove viene rappresentato uno spino degli Iblei nero che scorta una mandria al pascolo. Altra testimonianza è La benedizione del bestiame di Francesco Lojacono, un quadro del 1889 donato dallo stesso autore a Henri d'Orléans duca d'Aumale che lo destinò al Musée Condé di Parigi dove ancora oggi è conservato. Una coppia di spino degli Iblei è raffigurata in una xilografia del libro Opere Poetiche di Giovanni Meli pubblicato nel 1908 da Leggio & Piazza Editori.
Forza e robustezza, vigore e bellezza armonica, ubbidienza e docilità sono le qualità più evidenti racchiuse in questo ferreo difensore di mandrie, caratteristiche che l'hanno già reso protagonista inaspettato nella pet-therapy e nel supporto a bambini il cui normale sviluppo abbisogna di stimoli docili e complici.
Da sempre custode delle mandrie ovicaprine della provincia di Ragusa, lo spino degli Iblei è il frutto di una mutazione subita da quell'unico cane da pastore siciliano da guardiania forgiatosi con l'apporto di tutti i cani arrivati al seguito delle decine di dominazioni subite dall'isola, una mutazione di adattamento alle caratteristiche climatiche e pedologiche di un territorio umido e ventoso, polveroso e ricoperto di piante spinose per buona parte dell'anno.
La sua faccia cespugliosa, caratterizzata da barba e baffi e da sopracciglia che velano uno sguardo fiero e sicuro, senza mai nasconderlo, fa dello spino degli Iblei un cane inconfondibile nel panorama nazionale canino. I pastori iblei l'hanno sempre tenuto in grande considerazione nella consapevolezza di avere tra le mani un difensore intransigente delle loro mandrie, tanto coraggioso da non indietreggiare mai di fronte a qualsiasi incombente minaccia reale, senza però mai essere ingiustificatamente pericoloso.

## Caratteristiche morfologiche

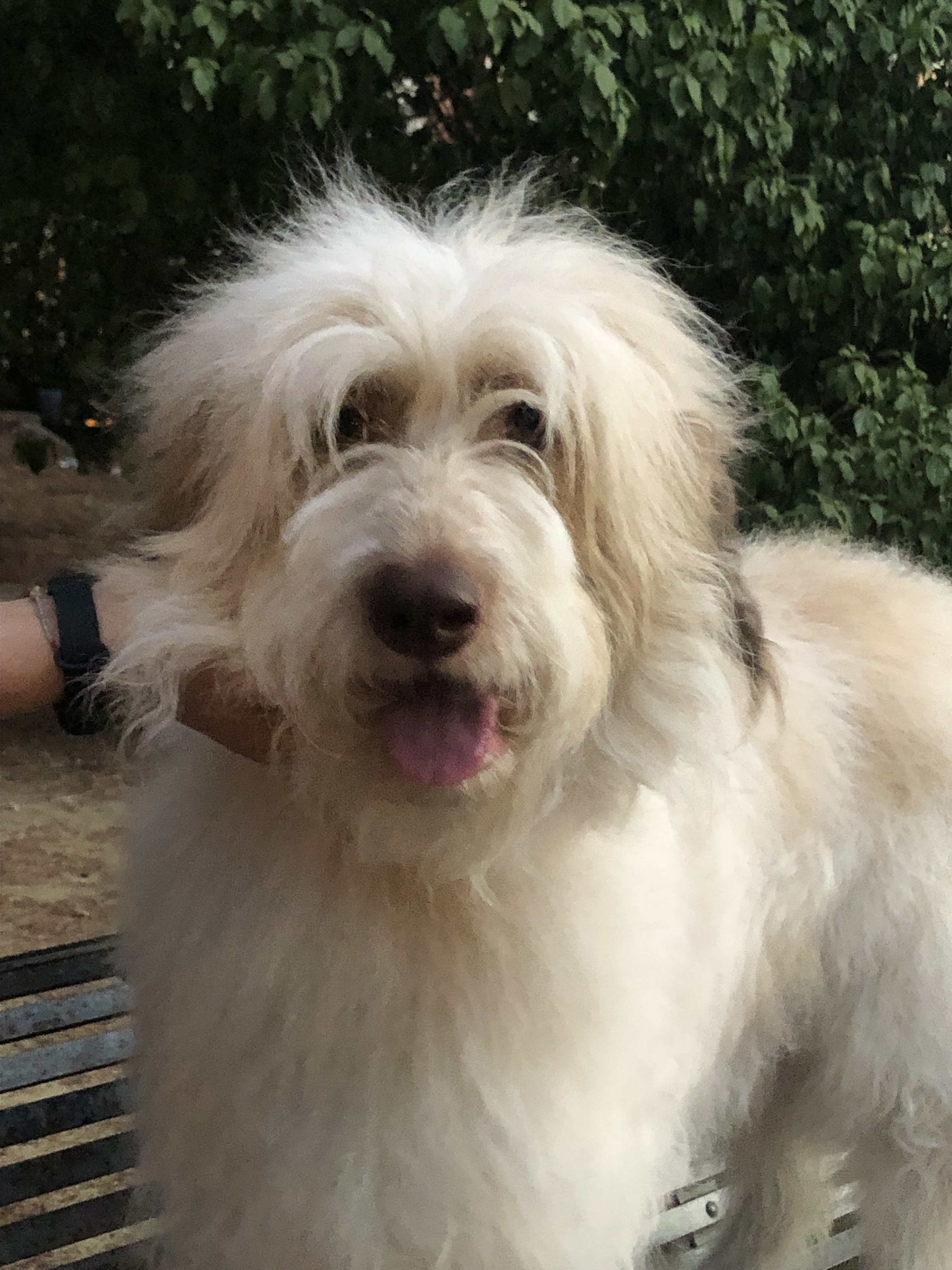
Testa di femmina di un anno di Spino degli Iblei

- Utilizzazione: difensore e custode del gregge, con spiccata capacità di adattamento alla vita familiare.
- Aspetto generale: mesomorfo, grande e vigoroso, tronco quasi quadrato, ossatura forte.
- Testa: cranio largo, assi cranio/facciali paralleli, stop percettibile nonostante le lunghe sopracciglia, muso più corto del cranio, labbra tese ben guarnite di pelo, dentatura con chiusura a forbice, occhi ovali in posizione subfrontale e ben distanziati, orecchie non piccole, pendenti.
- Corpo: tronco inscritto quasi nel quadrato, torace disceso quasi fino ai gomiti, arti ben angolati e ben guarniti di pelo lungo sia anteriormente che posteriormente, piede grande e rotondeggiante.
- Coda: lunga e folta, portata a scimitarra nell'eccitazione e in movimento.
- Movimento: passo sciolto.
- Mantello: pelo lungo almeno 10 cm su tutto il corpo. La testa presenta sopracciglia lunghe, barba e baffi. Gli arti hanno un pelo uniformemente lungo.
- Colori: bianco predominante con pezzature nere o fulve più o meno estese. Il bianco deve però essere sempre presente sui piedi, sul petto, sulla testa e sulla punta della coda. Bianco unicolore.
- Taglia: maschi da 60 a 70 cm; femmine da 55 a 65 cm.